# Outlaw Blues
Outlaw Blues è una canzone di Bob Dylan, registrata il 14 gennaio 1965. È stata originariamente pubblicata nel quinto album di Dylan in studio, Bringing It All Back Home.
Una versione acustica della canzone, registrata il giorno prima della traccia dell'album, è stata pubblicata nel 2005 come parte dell'EP Three Song Sampler, che conteneva tracce extra della colonna sonora del film autobiografico di Dylan No Direction Home, diretto da Martin Scorsese.
Un aspetto insolito di questa canzone è il fatto che Dylan sovrapponga la parte dell'armonica alla sua voce principale con la tecnica della sovraincisione, non alternando voce e armonica.
Il 20 settembre 2007, Dylan ha suonato questa canzone dal vivo per la prima volta durante uno spettacolo a Nashville. Per l'occasione è stato raggiunto sul palco da Jack White dei White Stripes.